# Joachim Björklund
Joachim Björklund (ur. 15 marca 1971 w Växjö) – szwedzki piłkarz, środkowy obrońca.

## Kariera klubowa
Björklund rozpoczynał piłkarską karierę w klubie Östers IF z jego rodzinnego miasta Växjö. W jego barwach zadebiutował już w wieku 17 lat w 1988 roku i grał tam przez 2 lata, w tym przez rok w drugiej lidze. W 1990 roku przeniósł się do norweskiego SK Brann, w którym występował przez 3 lata, ale nie odniósł żadnych sukcesów. W 1993 roku Joachim wrócił do ojczyzny i został wtedy piłkarzem IFK Göteborg. IFK przechodziło akurat jeden z najlepszych okresów w historii i za czasów gry Björklunda w tym klubie trzykrotnie z rzędu w latach 1993–1995 zostawał mistrzem Szwecji.
Latem 1995 Björklund opuścił Szwecję i wyjechał do Włoch, zostając zawodnikiem klubu Serie A Vicenzy Calcio. W Vicenzy rozegrał jeden sezon, zajął 9. miejsce, po czym w 1996 wyjechał do szkockiego Rangers, który zapłacił za niego 1,7 miliona funtów. W Rangersach za kadencji menedżera Waltera Smitha miał pewne miejsce w pierwszej jedenastce i w 1997 roku wywalczył mistrzostwo Szkocji. W sezonie 1997/1998 nie awansował z Rangersami do Ligi Mistrzów, gdyż w eliminacjach zespół z Glasgow przegrał z dawnym klubem Joachima, IFK Göteborg. W lidze natomiast po 9-letniej dominacji Rangersów, mistrzem został rywal zza miedzy, Celtic F.C.
W 1998 roku Björklund przeszedł do hiszpańskiej Valencii. W Primera División Szwed zadebiutował 29 sierpnia w wygranym 1:0 meczu z Atlético Madryt. W Valencii najczęściej tworzył środek obrony z Serbem Miroslavem Đukiciem. W 1999 zajął z klubem z Walencji 4. miejsce a rok później – 3. W 2000 roku awansował z Valencią do finału Ligi Mistrzów, nie zagrał w nim, a zespół z południa Hiszpanii uległ 0:3 Realowi Madryt. W sezonie 2000/2001 stracił miejsce w podstawowej jedenatsce na rzecz Argentyńczyka Roberto Ayali i zagrał zaledwie w 10 ligowych meczach. Miał też mały udział w awansie zespołu do finału Ligi Mistrzów, w którym prowadzona przez Héctora Cúpera Valencia uległa po serii rzutów karnych Bayernowi Monachium. W barwach Valencii zdobył także swojego jedynego gola w karierze – 3 kwietnia 1999 w wygranym 1:0 meczu z Racingiem Santander.
Latem 2001 Joachim wrócił do Włoch i przez pół roku grał w zespole SSC Venezia, który niedługo potem zajmując ostatnie miejsce w Serie A został zdegradowany o klasę niżej. Zimą 2002 Björklund znów trafił na Wyspy Brytyjskie, ale tym razem podpisał kontrakt z angielską drużyną, Sunderland A.F.C., który zapłacił za niego półtora miliona funtów. W jego barwach zadebiutował 2 lutego w przegranym 1:4 wyjazdowym meczu z Manchesterem United. Pomógł Sunderlandowi w utrzymaniu, który zajął 17. miejsce w Premiership. W sezonie 2002/2003 drużyna zajęła jednak ostatnie miejsce i spadła z ligi, toteż sezon 2003/2004 Björklund spędził grając w Football League Championship. W sezonie 2004/2005 przeszedł do spadkowicza z Premiership, Wolverhampton Wanderers, ale zagrał w nim zaledwie 3 mecze i z powodu kontuzji zrezygnował z dalszego uprawiania futbolu.
| Sezon   | Klub                    | Kraj      | Rozgrywki                    | Mecze | Bramki |
| ------- | ----------------------- | --------- | ---------------------------- | ----- | ------ |
| 1988    | Östers IF               | Szwecja   | Allsvenskan                  | 6     | 0      |
| 1989    | Östers IF               | Szwecja   | Superettan                   | ?     | ?      |
| 1990    | SK Brann                | Norwegia  | Tippeligaen                  | 21    | 0      |
| 1991    | SK Brann                | Norwegia  | Tippeligaen                  | 22    | 0      |
| 1992    | SK Brann                | Norwegia  | Tippeligaen                  | 13    | 0      |
| 1993    | IFK Göteborg            | Szwecja   | Allsvenskan                  | 13    | 0      |
| 1994    | IFK Göteborg            | Szwecja   | Allsvenskan                  | 22    | 0      |
| 1995    | IFK Göteborg            | Szwecja   | Allsvenskan                  | 12    | 0      |
| 1995/96 | Vicenza Calcio          | Włochy    | Serie A                      | 33    | 0      |
| 1996/97 | Rangers                 | Szkocja   | Scottish Premier League      | 28    | 0      |
| 1997/98 | Rangers                 | Szkocja   | Scottish Premier League      | 31    | 0      |
| 1998/99 | Valencia CF             | Hiszpania | Primera División             | 24    | 1      |
| 1999/00 | Valencia CF             | Hiszpania | Primera División             | 23    | 0      |
| 2000/01 | Valencia CF             | Hiszpania | Primera División             | 10    | 0      |
| 2001/02 | SSC Venezia             | Włochy    | Serie A                      | 18    | 0      |
| 2001/02 | Sunderland AFC          | Anglia    | Premiership                  | 12    | 0      |
| 2002/03 | Sunderland AFC          | Anglia    | Premiership                  | 20    | 0      |
| 2003/04 | Sunderland AFC          | Anglia    | Football League Championship | 27    | 0      |
| 2004/05 | Wolverhampton Wanderers | Anglia    | Football League Championship | 3     | 0      |

## Kariera reprezentacyjna
W reprezentacji Szwecji Björklund zadebiutował 26 stycznia 1992 roku w zremisowanym 0:0 towarzyskim meczu z Australią. W tym samym roku został powołany do kadry na Euro 1992, którego gospodarzem była Szwecja. Joachim w tym turnieju był podstawowym zawodnikiem swojej drużyny grając na środku obrony z Patrikiem Anderssonem i dochodząc do półfinału (porażka 2:3 z Niemcami) odebrał brązowy medal.
W 1994 roku Björklund pojechał na swoje pierwsze i jedyne finały mistrzostw świata. Na boiskach Stanów Zjednoczonych był także zawodnikiem pierwszej jedenastki, znów grając w linii obrony z Anderssonem. Ze Szwecją doszedł do półfinału, a w meczu o 3. miejsce Skandynawowie pokonali 4:0 Bułgarię.
W 2000 roku Björklund zagrał na Euro 2000. Tam zagrał we wszystkich 3 meczach grupowych, przegranych po 1:2 z Belgią oraz Włochami oraz zremisowanym 0:0 z Turcją, jednak ze Szwecją nie wyszedł z grupy. Po tym turnieju zakończył reprezentacyjną karierę, a w kadrze „Trzech Koron” rozegrał łącznie 78 meczów.